# 黑石镇 (磐石市)
黑石镇，是中华人民共和国吉林省吉林市磐石市下辖的一个乡镇级行政单位。

## 行政区划
黑石镇下辖以下地区：
新民社区、黑石村、自兴村、三合村、黄瓜营村、呼兰村、朝阳村、文化村、富太村、新兴村、复兴村、天鹏村和富家矿区。